# Puchar Świata w biathlonie 1999/2000
Puchar Świata w biathlonie 1999/2000 to 23. sezon w historii tej dyscypliny sportu. Pierwsze zawody odbyły się 2 grudnia 1999 r. w austriackim Hochfilzen, zaś sezon zakończył się 19 marca 2000 w rosyjskim Chanty-Mansyjsku. Najważniejszą imprezą sezonu były mistrzostwa świata w Holmenkollen.
Klasyfikację generalna pań po raz czwarty w karierze wygrała Szwedka Magdalena Forsberg, która zgromadziła 510 punktów. Druga w klasyfikacji Ukrainka Ołena Zubryłowa miała na koncie 424 punkty, a trzecia Francuzka Corinne Niogret 411. Forsberg triumfowała również w klasyfikacji biegu indywidualnego, sprintu oraz biegu pościgowego. Biegu masowy wygrała Rosjanka Galina Kuklewa. W sztafecie wygrały Rosjanki, zaś w Pucharze Narodów najlepsze były Niemki.
Wśród panów pierwsze zwycięstwo odniósł Raphaël Poirée. Francuz zgromadził 470 punktów i wyprzedził drugiego w klasyfikacji Norwega Ole Einar Bjørndalena o 22 punkty, oraz o 36 Niemca Svena Fischera. Poirée wygrał także klasyfikację biegu masowego. W biegu indywidualnym najlepszy okazał się Niemiec Frank Luck. W sprincie oraz w biegu pościgowym zwyciężył Ole Einar Bjørndalen. W sztafecie wygrali Norwegowie, zaś w Pucharze Narodów najlepsi byli Niemcy.

## Kalendarz
- Hochfilzen – 2 - 5 grudnia 1999
- Pokljuka – 8 - 12 grudnia 1999
- Osrblie/ Pokljuka – 15 - 19 grudnia 1999
- Oberhof – 5 - 9 stycznia 2000
- Ruhpolding – 12 - 16 stycznia 2000
- Anterselva – 20 - 23 stycznia 2000
- Östersund – 11 - 13 lutego 2000
- Oslo/Holmenkollen – 19 - 26 lutego 2000 (Mistrzostwa świata)
- Lahti – 9 - 12 marca 2000
- Chanty-Mansyjsk – 16 - 19 marca 2000 (Sztafeta mężczyzn zaliczana do mistrzostw świata)

## Mężczyźni

### Wyniki
| 1. Hochfilzen, 2.12.1999 – 05.12.1999 | 1. Hochfilzen, 2.12.1999 – 05.12.1999 | 1. Hochfilzen, 2.12.1999 – 05.12.1999                                       | 1. Hochfilzen, 2.12.1999 – 05.12.1999                                             | 1. Hochfilzen, 2.12.1999 – 05.12.1999                        |
| Data                                  | Konkurencja                           | miejsce                                                                     | miejsce                                                                           | miejsce                                                      |
| ------------------------------------- | ------------------------------------- | --------------------------------------------------------------------------- | --------------------------------------------------------------------------------- | ------------------------------------------------------------ |
| 2 grudnia 1999                        | Bieg indywidualny (20 km)             | Ole Einar Bjørndalen                                                        | Rusłan Łysenko                                                                    | Frank Luck                                                   |
| 4 grudnia 1999                        | Bieg Na Dochodzeni (12,5 km)          | Ole Einar Bjørndalen                                                        | Frank Luck                                                                        | Sven Fischer                                                 |
| 5 grudnia 1999                        | Sztafeta (4 × 7,5 km)                 | Austria Wolfgang Perner · Ludwig Gredler · Günther Beck · Wolfgang Rottmann | Norwegia Egil Gjelland · Frode Andresen · Ole Einar Bjørndalen · Halvard Hanevold | Niemcy Ricco Groß · Frank Luck · Peter Sendel · Sven Fischer |

| 2. Pokljuka, 8.12.1999 – 11.12.1999 | 2. Pokljuka, 8.12.1999 – 11.12.1999 | 2. Pokljuka, 8.12.1999 – 11.12.1999                                               | 2. Pokljuka, 8.12.1999 – 11.12.1999                                              | 2. Pokljuka, 8.12.1999 – 11.12.1999                               |
| Data                                | Konkurencja                         | miejsce                                                                           | miejsce                                                                          | miejsce                                                           |
| ----------------------------------- | ----------------------------------- | --------------------------------------------------------------------------------- | -------------------------------------------------------------------------------- | ----------------------------------------------------------------- |
| 8 grudnia 1999                      | Sprint (10 km)                      | Frode Andresen                                                                    | Pawieł Rostowcew                                                                 | Ole Einar Bjørndalen                                              |
| 10 grudnia 1999                     | Bieg na dochodzenie (12,5 km)       | Frode Andresen                                                                    | Peter Sendel                                                                     | Wjaczesław Derkacz                                                |
| 11 grudnia 1999                     | Sztafeta (4 × 7,5 km)               | Norwegia Egil Gjelland · Frode Andresen · Halvard Hanevold · Ole Einar Bjørndalen | Rosja Siergiej Rożkow · Wiaczesław Kunajew · Władimir Draczow · Pawieł Rostowcew | Niemcy Frank Luck · Peter Sendel · Carsten Heymann · Sven Fischer |

| 3. Osrblie/ Pokljuka, 15.12.1999 - 19.12.1999 | 3. Osrblie/ Pokljuka, 15.12.1999 - 19.12.1999 | 3. Osrblie/ Pokljuka, 15.12.1999 - 19.12.1999 | 3. Osrblie/ Pokljuka, 15.12.1999 - 19.12.1999 | 3. Osrblie/ Pokljuka, 15.12.1999 - 19.12.1999 |
| Data                                          | Konkurencja                                   | miejsce                                       | miejsce                                       | miejsce                                       |
| --------------------------------------------- | --------------------------------------------- | --------------------------------------------- | --------------------------------------------- | --------------------------------------------- |
| 15 grudnia 1999                               | Bieg indywidualny (20 km)                     | Raphaël Poirée                                | Wadim Saszurin                                | Frank Luck                                    |
| 17 grudnia 1999                               | Sprint (10 km)                                | Frode Andresen                                | Sven Fischer                                  | Frank Luck                                    |
| 19 grudnia 1999                               | Bieg masowy (15 km)                           | Władimir Draczow                              | Wadim Saszurin                                | Sven Fischer                                  |

| 4. Oberhof, 6.01.2000 – 9.01.2000 | 4. Oberhof, 6.01.2000 – 9.01.2000 | 4. Oberhof, 6.01.2000 – 9.01.2000                                                 | 4. Oberhof, 6.01.2000 – 9.01.2000                            | 4. Oberhof, 6.01.2000 – 9.01.2000                                |
| Data                              | Konkurencja                       | miejsce                                                                           | miejsce                                                      | miejsce                                                          |
| --------------------------------- | --------------------------------- | --------------------------------------------------------------------------------- | ------------------------------------------------------------ | ---------------------------------------------------------------- |
| 6 stycznia 2000                   | Sprint (10 km)                    | Ole Einar Bjørndalen                                                              | Frank Luck                                                   | Raphaël Poirée                                                   |
| 7 stycznia 2000                   | Bieg na dochodzenie (12,5 km)     | Ole Einar Bjørndalen                                                              | Peter Sendel                                                 | Zdeněk Vítek                                                     |
| 9 stycznia 2000                   | Sztafeta (4 × 7,5 km)             | Norwegia Egil Gjelland · Halvard Hanevold · Dag Bjørndalen · Ole Einar Bjørndalen | Niemcy Frank Luck · Sven Fischer · Ricco Groß · Peter Sendel | Czechy Ivan Masařík · Roman Dostál · Marian Málek · Zdeněk Vítek |

| 5. Ruhpolding, 12.01.2000 – 16.01.2000 | 5. Ruhpolding, 12.01.2000 – 16.01.2000 | 5. Ruhpolding, 12.01.2000 – 16.01.2000                       | 5. Ruhpolding, 12.01.2000 – 16.01.2000                                            | 5. Ruhpolding, 12.01.2000 – 16.01.2000                                        |
| Data                                   | Konkurencja                            | miejsce                                                      | miejsce                                                                           | miejsce                                                                       |
| -------------------------------------- | -------------------------------------- | ------------------------------------------------------------ | --------------------------------------------------------------------------------- | ----------------------------------------------------------------------------- |
| 12 stycznia 2000                       | Bieg masowy (15 km)                    | Ricco Groß                                                   | Raphaël Poirée                                                                    | Sven Fischer                                                                  |
| 13 stycznia 2000                       | Sztafeta (4 × 7,5 km)                  | Niemcy Frank Luck · Sven Fischer · Peter Sendel · Ricco Groß | Norwegia Egil Gjelland · Halvard Hanevold · Dag Bjørndalen · Ole Einar Bjørndalen | Rosja Wiktor Majgurow · Siergiej Rożkow · Władimir Draczow · Pawieł Rostowcew |
| 15 stycznia 2000                       | Sprint (10 km)                         | Ricco Groß                                                   | Wadim Saszurin                                                                    | Raphaël Poirée                                                                |
| 16 stycznia 2000                       | Bieg na dochodzenie (12,5 km)          | Halvard Hanevold                                             | Ole Einar Bjørndalen                                                              | Raphaël Poirée                                                                |

| 6. Anterselva, 20.01.2000 – 23.01.2000 | 6. Anterselva, 20.01.2000 – 23.01.2000 | 6. Anterselva, 20.01.2000 – 23.01.2000                                        | 6. Anterselva, 20.01.2000 – 23.01.2000                         | 6. Anterselva, 20.01.2000 – 23.01.2000                                          |
| Data                                   | Konkurencja                            | miejsce                                                                       | miejsce                                                        | miejsce                                                                         |
| -------------------------------------- | -------------------------------------- | ----------------------------------------------------------------------------- | -------------------------------------------------------------- | ------------------------------------------------------------------------------- |
| 20 stycznia 2000                       | Sprint (10 km)                         | Raphaël Poirée                                                                | Ole Einar Bjørndalen                                           | Frode Andresen                                                                  |
| 22 stycznia 2000                       | Bieg na dochodzenie (12,5 km)          | Ole Einar Bjørndalen                                                          | Frode Andresen                                                 | Raphaël Poirée                                                                  |
| 23 stycznia 2000                       | Sztafeta (4 × 7,5 km)                  | Rosja Wiktor Majgurow · Siergiej Rożkow · Pawieł Rostowcew · Władimir Draczow | Niemcy Frank Luck · Alexander Wolf · Ricco Groß · Sven Fischer | Norwegia Halvard Hanevold · Egil Gjelland · Sylfest Glimsdal · Stig-Are Eriksen |

| 7. Östersund, 11.02.2000 - 13.02.2000 | 7. Östersund, 11.02.2000 - 13.02.2000 | 7. Östersund, 11.02.2000 - 13.02.2000 | 7. Östersund, 11.02.2000 - 13.02.2000 | 7. Östersund, 11.02.2000 - 13.02.2000 |
| Data                                  | Konkurencja                           | miejsce                               | miejsce                               | miejsce                               |
| ------------------------------------- | ------------------------------------- | ------------------------------------- | ------------------------------------- | ------------------------------------- |
| 11 lutego 2000                        | Sprint (10 km)                        | Frode Andresen                        | Wolfgang Rottmann                     | Ole Einar Bjørndalen                  |
| 13 lutego 2000                        | Bieg na dochodzenie (12,5 km)         | Frode Andresen                        | Pawieł Rostowcew                      | Ricco Groß                            |

| Mistrzostwa świata Holmenkollen, 19.02.2000 - 27.02.2000 | Mistrzostwa świata Holmenkollen, 19.02.2000 - 27.02.2000 | Mistrzostwa świata Holmenkollen, 19.02.2000 - 27.02.2000 | Mistrzostwa świata Holmenkollen, 19.02.2000 - 27.02.2000 | Mistrzostwa świata Holmenkollen, 19.02.2000 - 27.02.2000 |
| Data                                                     | Konkurencja                                              | miejsce                                                  | miejsce                                                  | miejsce                                                  |
| -------------------------------------------------------- | -------------------------------------------------------- | -------------------------------------------------------- | -------------------------------------------------------- | -------------------------------------------------------- |
| 19 lutego 2000                                           | Sprint (10 km)                                           | Frode Andresen                                           | Pawieł Rostowcew                                         | René Cattarinussi                                        |
| 20 lutego 2000                                           | Bieg na dochodzenie (12,5 km)                            | Frank Luck                                               | Pawieł Rostowcew                                         | Raphaël Poirée                                           |
| 23 lutego 2000                                           | Bieg indywidualny (20 km)                                | Wolfgang Rottmann                                        | Ludwig Gredler                                           | Frank Luck                                               |
| 26 lutego 2000                                           | Bieg masowy (15 km)                                      | Raphaël Poirée                                           | Pawieł Rostowcew                                         | Ole Einar Bjørndalen                                     |

| 8. Lahti, 9.03.2000 - 12.03.2000 | 8. Lahti, 9.03.2000 - 12.03.2000 | 8. Lahti, 9.03.2000 - 12.03.2000                                              | 8. Lahti, 9.03.2000 - 12.03.2000                                                  | 8. Lahti, 9.03.2000 - 12.03.2000                             |
| Data                             | Konkurencja                      | miejsce                                                                       | miejsce                                                                           | miejsce                                                      |
| -------------------------------- | -------------------------------- | ----------------------------------------------------------------------------- | --------------------------------------------------------------------------------- | ------------------------------------------------------------ |
| 9 marca 2000                     | Bieg indywidualny (20 km)        | Halvard Hanevold                                                              | Carsten Heymann                                                                   | Sven Fischer                                                 |
| 11 marca 2000                    | Sztafeta (4 × 7,5 km) MŚ         | Rosja Wiktor Majgurow · Siergiej Rożkow · Władimir Draczow · Pawieł Rostowcew | Norwegia Egil Gjelland · Frode Andresen · Halvard Hanevold · Ole Einar Bjørndalen | Niemcy Frank Luck · Peter Sendel · Sven Fischer · Ricco Groß |
| 12 marca 2000                    | Bieg na dochodzenie (12,5 km)    | Sven Fischer                                                                  | Peter Sendel                                                                      | Frode Andresen                                               |

| 9. Chanty-Mansyjsk, 17.03.2000 - 19.03.2000 | 9. Chanty-Mansyjsk, 17.03.2000 - 19.03.2000 | 9. Chanty-Mansyjsk, 17.03.2000 - 19.03.2000 | 9. Chanty-Mansyjsk, 17.03.2000 - 19.03.2000 | 9. Chanty-Mansyjsk, 17.03.2000 - 19.03.2000 |
| Data                                        | Konkurencja                                 | miejsce                                     | miejsce                                     | miejsce                                     |
| ------------------------------------------- | ------------------------------------------- | ------------------------------------------- | ------------------------------------------- | ------------------------------------------- |
| 17 marca 2000                               | Sprint (10 km)                              | Wadim Saszurin                              | Devis Da Canal                              | Sven Fischer                                |
| 18 marca 2000                               | Bieg na dochodzenie (12,5 km)               | Sven Fischer                                | Raphaël Poirée                              | Siergiej Rożkow                             |
| 19 marca 2000                               | Bieg masowy (15 km)                         | René Cattarinussi                           | Pawieł Rostowcew                            | Frode Andresen                              |

### Klasyfikacje
| Miejsce | Zawodnik             | Punkty |
| ------- | -------------------- | ------ |
| 1       | Raphaël Poirée       | 470    |
| 2       | Ole Einar Bjørndalen | 448    |
| 3       | Sven Fischer         | 434    |
| 4       | Pawieł Rostowcew     | 384    |
| 5       | Frank Luck           | 379    |
| 6       | Frode Andresen       | 376    |
| 7       | Wadim Saszurin       | 338    |
| 8       | Ricco Groß           | 316    |
| 9       | Peter Sendel         | 305    |
| 10      | Wolfgang Rottmann    | 304    |
| 11      | Halvard Hanevold     | 288    |
| 12      | Władimir Draczow     | 275    |
| 13      | Vesa Hietalahti      | 250    |
| 14      | Ludwig Gredler       | 218    |
| 15      | René Cattarinussi    | 198    |
| 16      | Marco Morgenstern    | 189    |
| 17      | Oļegs Maļuhins       | 184    |
| 18      | Wiktor Majgurow      | 183    |
| 19      | Paavo Puurunen       | 179    |
| 20      | Ilmārs Bricis        | 163    |
| 21      | Wolfgang Perner      | 155    |
| 22      | Carsten Heymann      | 153    |
| 23      | Alaksiej Ajdarau     | 136    |
| 24      | Tomasz Sikora        | 130    |
| 25      | Petr Garabík         | 126    |

| Miejsce | Zawodnik           | Punkty |
| ------- | ------------------ | ------ |
| 26      | Jēkabs Nākums      | 123    |
| 27      | Egil Gjelland      | 119    |
| 28      | Aleh Ryżenkau      | 108    |
| 29      | Wjaczesław Derkacz | 97     |
| 30      | Siergiej Rożkow    | 92     |
| 31      | Dag Bjørndalen     | 90     |
| 32      | Devis Da Canal     | 89     |
| 33      | Patrick Favre      | 78     |
| 34      | Zdeněk Vítek       | 77     |
| 35      | Rusłan Łysenko     | 69     |
| 36      | Jay Hakkinen       | 63     |
| 37      | Alexander Wolf     | 59     |
| 38      | Sylfest Glimsdal   | 59     |
| 39      | Ivan Masařík       | 56     |
| 40      | Julien Robert      | 52     |
| 41      | Tomas Globočnik    | 48     |
| 42      | Wojciech Kozub     | 47     |
| 43      | Roman Dostál       | 36     |
| 44      | Ville Räikkönen    | 34     |
| 45      | Wiesław Ziemianin  | 30     |
| 46      | Andriej Prokunin   | 28     |
| 47      | Reinhard Neuner    | 24     |
| 48      | Marko Dolenc       | 22     |
| 49      | Rickard Noberius   | 21     |
| 50      | Marek Matiaško     | 19     |

| Miejsce | Zawodnik              | Punkty |
| ------- | --------------------- | ------ |
| 51      | Andrij Deryzemla      | 16     |
| 52      | Jan Wüstenfeld        | 14     |
| 53      | Paolo Longo           | 11     |
| 54      | Wilfried Pallhuber    | 11     |
| 55      | Piotr Iwaszka         | 9      |
| 56      | Indrek Tobreluts      | 9      |
| 57      | Pieralberto Carrara   | 8      |
| 58      | Rustam Waliullin      | 8      |
| 59      | Stian Eckhoff         | 7      |
| 60      | Harri Eloranta        | 7      |
| 61      | Kyōji Suga            | 7      |
| 62      | Tord Wiksten          | 7      |
| 63      | Ołeksandr Biłanenko   | 6      |
| 64      | Jean-Marc Chabloz     | 5      |
| 65      | Aleksander Grajf      | 5      |
| 66      | Hironao Meguro        | 5      |
| 67      | Janez Marič           | 4      |
| 68      | Władimir Biechtieriew | 4      |
| 69      | Henrik Forsberg       | 3      |
| 70      | Steve Cyr             | 3      |
| 71      | Vincent Defrasne      | 3      |
| 72      | Michaił Koczkin       | 2      |
| 73      | Matjaž Poklukar       | 2      |
| 74      | Janez Ožbolt          | 1      |
| 75      | Tomáš Holubec         | 1      |

| Miejsce | Zawodnik          | Punkty |
| ------- | ----------------- | ------ |
| 1       | Frank Luck        | 72     |
| 2       | Raphaël Poirée    | 68     |
| 3       | Peter Sendel      | 61     |
| 4       | Wolfgang Rottmann | 56     |
| 5       | Sven Fischer      | 52     |
| 6       | Wiktor Majgurow   | 51     |
| 7       | Władimir Draczow  | 50     |
| 8       | Vesa Hietalahti   | 49     |
| 9       | Halvard Hanevold  | 46     |
| 10      | Rusłan Łysenko    | 46     |

| Miejsce | Zawodnik             | Punkty |
| ------- | -------------------- | ------ |
| 1       | Ole Einar Bjørndalen | 161    |
| 2       | Frode Andresen       | 153    |
| 3       | Raphaël Poirée       | 153    |
| 4       | Sven Fischer         | 134    |
| 5       | Wadim Saszurin       | 119    |
| 6       | Pawieł Rostowcew     | 105    |
| 7       | Frank Luck           | 105    |
| 8       | Ricco Groß           | 102    |
| 9       | Wolfgang Rottmann    | 97     |
| 10      | Ludwig Gredler       | 82     |

| Miejsce | Zawodnik             | Punkty |
| ------- | -------------------- | ------ |
| 1       | Ole Einar Bjørndalen | 200    |
| 2       | Sven Fischer         | 176    |
| 3       | Raphaël Poirée       | 172    |
| 4       | Frode Andresen       | 165    |
| 5       | Pawieł Rostowcew     | 162    |
| 6       | Frank Luck           | 146    |
| 7       | Ricco Groß           | 119    |
| 8       | Peter Sendel         | 110    |
| 9       | Władimir Draczow     | 106    |
| 10      | Wadim Saszurin       | 106    |

| Miejsce | Zawodnik             | Punkty |
| ------- | -------------------- | ------ |
| 1       | Raphaël Poirée       | 77     |
| 2       | Pawieł Rostowcew     | 73     |
| 3       | Sven Fischer         | 68     |
| 4       | Wadim Saszurin       | 63     |
| 5       | Władimir Draczow     | 62     |
| 6       | Ricco Groß           | 56     |
| 7       | René Cattarinussi    | 52     |
| 8       | Peter Sendel         | 52     |
| 9       | Ole Einar Bjørndalen | 51     |
| 10      | Halvard Hanevold     | 48     |

| Miejsce | Reprezentacja | Punkty |
| ------- | ------------- | ------ |
| 1       | Norwegia      | 138    |
| 2       | Rosja         | 132    |
| 3       | Niemcy        | 130    |
| 4       | Czechy        | 104    |
| 5       | Białoruś      | 97     |
| 6       | Włochy        | 95     |
| 7       | Finlandia     | 94     |
| 8       | Austria       | 89     |
| 9       | Francja       | 89     |
| 10      | Ukraina       | 86     |

| Miejsce | Reprezentacja | Punkty |
| ------- | ------------- | ------ |
| 1       | Niemcy        | 3625   |
| 2       | Norwegia      | 3548   |
| 3       | Rosja         | 3338   |
| 4       | Austria       | 3252   |
| 5       | Białoruś      | 3211   |
| 6       | Włochy        | 3088   |
| 7       | Finlandia     | 3064   |
| 8       | Łotwa         | 3043   |
| 9       | Czechy        | 2980   |
| 10      | Francja       | 2975   |

## Kobiety

### Wyniki
| 1. Hochfilzen, 3.12.1999 – 05.12.1999 | 1. Hochfilzen, 3.12.1999 – 05.12.1999 | 1. Hochfilzen, 3.12.1999 – 05.12.1999                                                          | 1. Hochfilzen, 3.12.1999 – 05.12.1999                                         | 1. Hochfilzen, 3.12.1999 – 05.12.1999                                            |
| Data                                  | Konkurencja                           | miejsce                                                                                        | miejsce                                                                       | miejsce                                                                          |
| ------------------------------------- | ------------------------------------- | ---------------------------------------------------------------------------------------------- | ----------------------------------------------------------------------------- | -------------------------------------------------------------------------------- |
| 3 grudnia 1999                        | Bieg indywidualny (15 km)             | Galina Kuklewa                                                                                 | Magdalena Forsberg                                                            | Corinne Niogret                                                                  |
| 4 grudnia 1999                        | Bieg na dochodzenie (10 km)           | Corinne Niogret                                                                                | Albina Achatowa                                                               | Magdalena Forsberg                                                               |
| 5 grudnia 1999                        | Sztafeta (4 × 6 km)                   | Norwegia Gro Marit Istad · Ann-Elen Skjelbreid · Liv Grete Skjelbreid · Gunn Margit Andreassen | Niemcy Uschi Disl · Simone Greiner-Petter-Memm · Katja Beer · Martina Zellner | Rosja Maria Strelenko · Galina Kuklewa · Swietłana Czernousowa · Albina Achatowa |

| 2. Pokljuka, 9.12.1999 – 12.12.1999 | 2. Pokljuka, 9.12.1999 – 12.12.1999 | 2. Pokljuka, 9.12.1999 – 12.12.1999                                              | 2. Pokljuka, 9.12.1999 – 12.12.1999                                                   | 2. Pokljuka, 9.12.1999 – 12.12.1999                                           |
| Data                                | Konkurencja                         | miejsce                                                                          | miejsce                                                                               | miejsce                                                                       |
| ----------------------------------- | ----------------------------------- | -------------------------------------------------------------------------------- | ------------------------------------------------------------------------------------- | ----------------------------------------------------------------------------- |
| 9 grudnia 1999                      | Sprint (7,5 km)                     | Magdalena Forsberg                                                               | Maria Strelenko                                                                       | Corinne Niogret                                                               |
| 10 grudnia 1999                     | Bieg na dochodzenie (10 km)         | Ołena Zubryłowa                                                                  | Magdalena Forsberg                                                                    | Tetiana Wodopjanowa                                                           |
| 12 grudnia 1999                     | Sztafeta (4 × 6 km)                 | Rosja Albina Achatowa · Galina Kuklewa · Maria Strelenko · Swietłana Iszmuratowa | Ukraina Ołena Zubryłowa · Ołena Petrowa · Natalija Tereszczenko · Tetiana Wodopjanowa | Bułgaria Pawlina Filipowa · Irina Nikułczina · Radka Popowa · Iwa Karagiozowa |

| 3. Osrblie/ Pokljuka, 16.12.1999 - 19.12.1999 | 3. Osrblie/ Pokljuka, 16.12.1999 - 19.12.1999 | 3. Osrblie/ Pokljuka, 16.12.1999 - 19.12.1999 | 3. Osrblie/ Pokljuka, 16.12.1999 - 19.12.1999 | 3. Osrblie/ Pokljuka, 16.12.1999 - 19.12.1999 |
| Data                                          | Konkurencja                                   | miejsce                                       | miejsce                                       | miejsce                                       |
| --------------------------------------------- | --------------------------------------------- | --------------------------------------------- | --------------------------------------------- | --------------------------------------------- |
| 16 grudnia 1999                               | Bieg indywidualny (15 km)                     | Uschi Disl                                    | Swietłana Iszmuratowa                         | Pawlina Filipowa                              |
| 18 grudnia 1999                               | Sprint (7,5 km)                               | Gro Marit Istad                               | Ołena Petrowa                                 | Irina Nikułczina                              |
| 19 grudnia 1999                               | Bieg masowy (12,5 km)                         | Andrea Henkel                                 | Swietłana Iszmuratowa                         | Ołena Petrowa                                 |

| 4. Oberhof, 5.01.2000 – 9.01.2000 | 4. Oberhof, 5.01.2000 – 9.01.2000 | 4. Oberhof, 5.01.2000 – 9.01.2000                                                  | 4. Oberhof, 5.01.2000 – 9.01.2000                                | 4. Oberhof, 5.01.2000 – 9.01.2000                                              |
| Data                              | Konkurencja                       | miejsce                                                                            | miejsce                                                          | miejsce                                                                        |
| --------------------------------- | --------------------------------- | ---------------------------------------------------------------------------------- | ---------------------------------------------------------------- | ------------------------------------------------------------------------------ |
| 5 stycznia 2000                   | Sprint (7,5 km)                   | Ołena Zubryłowa                                                                    | Emmanuelle Claret                                                | Nathalie Santer                                                                |
| 7 stycznia 2000                   | Bieg na dochodzenie (10 km)       | Ołena Zubryłowa                                                                    | Magdalena Forsberg                                               | Swietłana Iszmuratowa                                                          |
| 8 stycznia 2000                   | Sztafeta (4 × 6 km)               | Rosja Olga Pylowa · Galina Kuklewa · Swietłana Czernousowa · Swietłana Iszmuratowa | Niemcy Uschi Disl · Martina Glagow · Katrin Apel · Andrea Henkel | Francja Sylvie Becaert · Emmanuelle Claret · Delphyne Burlet · Corinne Niogret |

| 5. Ruhpolding, 12.01.2000 – 16.01.2000 | 5. Ruhpolding, 12.01.2000 – 16.01.2000 | 5. Ruhpolding, 12.01.2000 – 16.01.2000                            | 5. Ruhpolding, 12.01.2000 – 16.01.2000                                             | 5. Ruhpolding, 12.01.2000 – 16.01.2000                                   |
| Data                                   | Konkurencja                            | miejsce                                                           | miejsce                                                                            | miejsce                                                                  |
| -------------------------------------- | -------------------------------------- | ----------------------------------------------------------------- | ---------------------------------------------------------------------------------- | ------------------------------------------------------------------------ |
| 12 stycznia 2000                       | Bieg masowy (12,5 km)                  | Galina Kuklewa                                                    | Magdalena Forsberg                                                                 | Ołena Petrowa                                                            |
| 14 stycznia 2000                       | Sztafeta (4 × 6 km)                    | Niemcy Uschi Disl · Katrin Apel · Andrea Henkel · Martina Zellner | Rosja Olga Pylowa · Galina Kuklewa · Swietłana Czernousowa · Swietłana Iszmuratowa | Ukraina Iryna Merkuszyna · Ołena Petrowa · Nina Łemesz · Ołena Zubryłowa |
| 15 stycznia 2000                       | Sprint (7,5 km)                        | Nathalie Santer                                                   | Katrin Apel                                                                        | Olga Pylowa                                                              |
| 16 stycznia 2000                       | Bieg na dochodzenie (10 km)            | Martina Zellner                                                   | Corinne Niogret                                                                    | Magdalena Forsberg                                                       |

| 6. Anterselva, 21.01.2000 – 23.01.2000 | 6. Anterselva, 21.01.2000 – 23.01.2000 | 6. Anterselva, 21.01.2000 – 23.01.2000                                | 6. Anterselva, 21.01.2000 – 23.01.2000                                       | 6. Anterselva, 21.01.2000 – 23.01.2000                                   |
| Data                                   | Konkurencja                            | miejsce                                                               | miejsce                                                                      | miejsce                                                                  |
| -------------------------------------- | -------------------------------------- | --------------------------------------------------------------------- | ---------------------------------------------------------------------------- | ------------------------------------------------------------------------ |
| 21 stycznia 2000                       | Sprint (7,5 km)                        | Martina Glagow                                                        | Martina Zellner                                                              | Andrea Henkel                                                            |
| 22 stycznia 2000                       | Bieg na dochodzenie (10 km)            | Andrea Henkel                                                         | Galina Kuklewa                                                               | Magdalena Forsberg                                                       |
| 23 stycznia 2000                       | Sztafeta (4 × 6 km)                    | Niemcy Andrea Henkel · Martina Glagow · Katrin Apel · Martina Zellner | Rosja Olga Pylowa · Galina Kuklewa · Maria Strelenko · Swietłana Iszmuratowa | Ukraina Iryna Merkuszyna · Ołena Petrowa · Nina Łemesz · Ołena Zubryłowa |

| 7. Östersund, 11.02.2000 - 13.02.2000 | 7. Östersund, 11.02.2000 - 13.02.2000 | 7. Östersund, 11.02.2000 - 13.02.2000 | 7. Östersund, 11.02.2000 - 13.02.2000 | 7. Östersund, 11.02.2000 - 13.02.2000 |
| Data                                  | Konkurencja                           | miejsce                               | miejsce                               | miejsce                               |
| ------------------------------------- | ------------------------------------- | ------------------------------------- | ------------------------------------- | ------------------------------------- |
| 11 lutego 2000                        | Sprint (7,5 km)                       | Galina Kuklewa                        | Swietłana Iszmuratowa                 | Florence Baverel                      |
| 13 lutego 2000                        | Bieg na dochodzenie (10 km)           | Martina Glagow                        | Swietłana Czernousowa                 | Swietłana Iszmuratowa                 |

| Mistrzostwa świata Holmenkollen, 19.02.2000 - 26.02.2000 | Mistrzostwa świata Holmenkollen, 19.02.2000 - 26.02.2000 | Mistrzostwa świata Holmenkollen, 19.02.2000 - 26.02.2000                     | Mistrzostwa świata Holmenkollen, 19.02.2000 - 26.02.2000          | Mistrzostwa świata Holmenkollen, 19.02.2000 - 26.02.2000                    |
| Data                                                     | Konkurencja                                              | miejsce                                                                      | miejsce                                                           | miejsce                                                                     |
| -------------------------------------------------------- | -------------------------------------------------------- | ---------------------------------------------------------------------------- | ----------------------------------------------------------------- | --------------------------------------------------------------------------- |
| 19 lutego 2000                                           | Sprint (7,5 km)                                          | Liv Grete Skjelbreid                                                         | Katrin Apel                                                       | Martina Zellner                                                             |
| 20 lutego 2000                                           | Bieg na dochodzenie (10 km)                              | Magdalena Forsberg                                                           | Uschi Disl                                                        | Florence Baverel                                                            |
| 22 lutego 2000                                           | Bieg indywidualny (15 km)                                | Corinne Niogret                                                              | Yu Shumei                                                         | Magdalena Forsberg                                                          |
| 25 lutego 2000                                           | Sztafeta (4 × 6 km)                                      | Rosja Olga Pylowa · Swietłana Czernousowa · Galina Kuklewa · Albina Achatowa | Niemcy Uschi Disl · Katrin Apel · Andrea Henkel · Martina Zellner | Ukraina Ołena Zubryłowa · Ołena Petrowa · Nina Łemesz · Tetiana Wodopjanowa |
| 26 lutego 2000                                           | Bieg masowy (15 km)                                      | Liv Grete Skjelbreid                                                         | Galina Kuklewa                                                    | Corinne Niogret                                                             |

| 8. Lahti, 9.03.2000 - 12.03.2000 | 8. Lahti, 9.03.2000 - 12.03.2000 | 8. Lahti, 9.03.2000 - 12.03.2000                                  | 8. Lahti, 9.03.2000 - 12.03.2000                                             | 8. Lahti, 9.03.2000 - 12.03.2000                                              |
| Data                             | Konkurencja                      | miejsce                                                           | miejsce                                                                      | miejsce                                                                       |
| -------------------------------- | -------------------------------- | ----------------------------------------------------------------- | ---------------------------------------------------------------------------- | ----------------------------------------------------------------------------- |
| 9 marca 2000                     | Sprint (7,5 km)                  | Ołena Zubryłowa                                                   | Andrea Henkel                                                                | Magdalena Forsberg                                                            |
| 10 marca 2000                    | Sztafeta (4 × 6 km)              | Niemcy Uschi Disl · Katrin Apel · Andrea Henkel · Martina Zellner | Rosja Olga Pylowa · Swietłana Czernousowa · Galina Kuklewa · Albina Achatowa | Ukraina Ołena Zubryłowa · Ołena Petrowa · Nina Łemesz · Natalija Tereszczenko |
| 12 marca 2000                    | Bieg na dochodzenie (10 km)      | Ołena Zubryłowa                                                   | Magdalena Forsberg                                                           | Andrea Henkel                                                                 |

| 9. Chanty-Mansyjsk, 16.03.2000 - 19.03.2000 | 9. Chanty-Mansyjsk, 16.03.2000 - 19.03.2000 | 9. Chanty-Mansyjsk, 16.03.2000 - 19.03.2000 | 9. Chanty-Mansyjsk, 16.03.2000 - 19.03.2000 | 9. Chanty-Mansyjsk, 16.03.2000 - 19.03.2000 |
| Data                                        | Konkurencja                                 | miejsce                                     | miejsce                                     | miejsce                                     |
| ------------------------------------------- | ------------------------------------------- | ------------------------------------------- | ------------------------------------------- | ------------------------------------------- |
| 16 marca 2000                               | Sprint (7,5 km)                             | Ołena Zubryłowa                             | Olga Pylowa                                 | Martina Glagow                              |
| 18 marca 2000                               | Bieg na dochodzenie (10 km)                 | Magdalena Forsberg                          | Corinne Niogret                             | Olga Pylowa                                 |
| 19 marca 2000                               | Bieg masowy (12,5 km)                       | Martina Zellner                             | Ołena Zubryłowa                             | Ołena Petrowa                               |

### Klasyfikacje
| Miejsce | Zawodniczka            | Punkty |
| ------- | ---------------------- | ------ |
| 1       | Magdalena Forsberg     | 510    |
| 2       | Ołena Zubryłowa        | 424    |
| 3       | Corinne Niogret        | 411    |
| 4       | Galina Kuklewa         | 389    |
| 5       | Andrea Henkel          | 378    |
| 6       | Swietłana Iszmuratowa  | 371    |
| 7       | Martina Zellner        | 353    |
| 8       | Uschi Disl             | 349    |
| 9       | Ołena Petrowa          | 319    |
| 10      | Katrin Apel            | 286    |
| 11      | Swietłana Czernousowa  | 273    |
| 12      | Nathalie Santer        | 237    |
| 13      | Martina Glagow         | 208    |
| 14      | Irina Nikułczina       | 202    |
| 15      | Pawlina Filipowa       | 200    |
| 16      | Gunn Margit Andreassen | 198    |
| 17      | Anna Murínová          | 188    |
| 18      | Florence Baverel       | 184    |
| 19      | Albina Achatowa        | 179    |
| 20      | Olga Pylowa            | 177    |
| 21      | Liv Grete Skjelbreid   | 172    |
| 22      | Andreja Grasič         | 171    |
| 23      | Katja Beer             | 166    |
| 24      | Gro Marit Istad        | 161    |

| Miejsce | Zawodnik                 | Punkty |
| ------- | ------------------------ | ------ |
| 25      | Yu Shumei                | 160    |
| 26      | Delphyne Burlet          | 142    |
| 27      | Swiatłana Paramyhina     | 126    |
| 28      | Martina Schwarzbacherová | 97     |
| 29      | Maria Strelenko          | 89     |
| 30      | Emmanuelle Claret        | 76     |
| 31      | Tetiana Wodopjanowa      | 75     |
| 32      | Sanna-Leena Perunka      | 73     |
| 33      | Iryna Tananajko          | 58     |
| 34      | Ann-Elen Skjelbreid      | 56     |
| 35      | Katja Holanti            | 55     |
| 36      | Natalija Tereszczenko    | 48     |
| 37      | Kateřina Losmanová       | 47     |
| 38      | Michela Ponza            | 45     |
| 39      | Lucija Larisi            | 43     |
| 40      | Éva Tófalvi              | 39     |
| 41      | Tamami Tanaka            | 35     |
| 42      | Eva Háková               | 33     |
| 43      | Nina Łemesz              | 30     |
| 44      | Ryōko Takahashi          | 29     |
| 45      | Soňa Mihoková            | 28     |
| 46      | Peggy Wagenführ          | 28     |
| 47      | Outi Kettunen            | 26     |
| 48      | Olga Romasko             | 24     |

| Miejsce | Zawodnik                   | Punkty |
| ------- | -------------------------- | ------ |
| 49      | Magdalena Gwizdoń          | 22     |
| 50      | Iryna Merkuszyna           | 19     |
| 51      | Christelle Gros            | 18     |
| 52      | Mami Shindo                | 17     |
| 53      | Simone Greiner-Petter-Memm | 14     |
| 54      | Hiromi Suga                | 14     |
| 55      | Lilija Wajhina-Jefremowa   | 13     |
| 56      | Jitka Šimůnková            | 13     |
| 57      | Magdalena Grzywa           | 13     |
| 58      | Annukka Mallat             | 13     |
| 59      | Linda Tjørhom              | 12     |
| 60      | Tetiana Rud                | 11     |
| 61      | Sun Ribo                   | 10     |
| 62      | Iwa Karagiozowa            | 10     |
| 63      | Rachel Steer               | 9      |
| 64      | Niina Jyrkiäinen           | 9      |
| 65      | Radka Popowa               | 9      |
| 66      | Sylvie Becaert             | 8      |
| 67      | Siegrid Pallhuber          | 7      |
| 68      | Natalja Sokołowa           | 7      |
| 69      | Oksana Jakowlewa           | 5      |
| 70      | Janet Klein                | 4      |
| 71      | Liu Xianying               | 2      |
| 72      | Brigitte Weisleitner       | 1      |

| Miejsce | Zawodniczka           | Punkty |
| ------- | --------------------- | ------ |
| 1       | Magdalena Forsberg    | 74     |
| 2       | Corinne Niogret       | 68     |
| 3       | Ołena Zubryłowa       | 67     |
| 4       | Uschi Disl            | 63     |
| 5       | Albina Achatowa       | 60     |
| 6       | Ołena Petrowa         | 60     |
| 7       | Galina Kuklewa        | 46     |
| 8       | Swietłana Czernousowa | 44     |
| 9       | Iryna Tananajko       | 42     |
| 10      | Katja Beer            | 40     |

| Miejsce | Zawodniczka           | Punkty |
| ------- | --------------------- | ------ |
| 1       | Magdalena Forsberg    | 147    |
| 2       | Swietłana Iszmuratowa | 129    |
| 3       | Martina Zellner       | 125    |
| 4       | Corinne Niogret       | 123    |
| 5       | Ołena Zubryłowa       | 118    |
| 6       | Andrea Henkel         | 117    |
| 7       | Galina Kuklewa        | 115    |
| 8       | Katrin Apel           | 106    |
| 9       | Uschi Disl            | 98     |
| 10      | Gro Marit Istad       | 96     |

| Miejsce | Zawodniczka           | Punkty |
| ------- | --------------------- | ------ |
| 1       | Magdalena Forsberg    | 210    |
| 2       | Corinne Niogret       | 161    |
| 3       | Ołena Zubryłowa       | 160    |
| 4       | Andrea Henkel         | 148    |
| 5       | Galina Kuklewa        | 144    |
| 6       | Swietłana Iszmuratowa | 144    |
| 7       | Uschi Disl            | 138    |
| 8       | Martina Zellner       | 131    |
| 9       | Swietłana Czernousowa | 105    |
| 10      | Martina Glagow        | 98     |

| Miejsce | Zawodniczka           | Punkty |
| ------- | --------------------- | ------ |
| 1       | Galina Kuklewa        | 77     |
| 2       | Ołena Petrowa         | 72     |
| 3       | Magdalena Forsberg    | 68     |
| 4       | Martina Zellner       | 66     |
| 5       | Andrea Henkel         | 65     |
| 6       | Swietłana Iszmuratowa | 62     |
| 7       | Corinne Niogret       | 59     |
| 8       | Ołena Zubryłowa       | 57     |
| 9       | Katrin Apel           | 55     |
| 10      | Liv Grete Skjelbreid  | 52     |

| Miejsce | Reprezentacja | Punkty |
| ------- | ------------- | ------ |
| 1       | Rosja         | 168    |
| 2       | Niemcy        | 168    |
| 3       | Ukraina       | 143    |
| 4       | Francja       | 124    |
| 5       | Słowacja      | 122    |
| 6       | Japonia       | 117    |
| 7       | Czechy        | 116    |
| 8       | Finlandia     | 110    |
| 9       | Norwegia      | 107    |
| 10      | Bułgaria      | 102    |

| Miejsce | Reprezentacja | Punkty |
| ------- | ------------- | ------ |
| 1       | Niemcy        | 3585   |
| 2       | Rosja         | 3550   |
| 3       | Ukraina       | 3434   |
| 4       | Francja       | 3307   |
| 5       | Norwegia      | 3132   |
| 6       | Bułgaria      | 2952   |
| 7       | Finlandia     | 2950   |
| 8       | Słowacja      | 2862   |
| 9       | Białoruś      | 2801   |
| 10      | Słowenia      | 2763   |

## Wyniki Polaków

### Indywidualnie
(do uzupełnienia)

### Drużynowo
(do uzupełnienia)